# Ciomăgești
Ciomăgești is een Roemeense gemeente in het district Argeș.
Ciomăgești telt 1176 inwoners.